# フレーミングカット
フレーミングカットは美容師が髪の毛をカットするときの美容技術の一つ。

## 概要
頭部を5つのエリアに分けて、それぞれをフレーム（枠）として捉え、それぞれのフレームに必要なカットを施すことで、イメージしたヘアスタイルを具現化するロジカルなテクニックである。

## 方法
髪の毛をカットする技術には、大きく分けて髪を濡れたままの状態で切るウェットカットと、乾いた状態の髪を削いだり、切ったりするドライカットという二つの方法がある。
フレーミングカットとは後者のドライカットの手法の一つであり、通常のドライカットによるダメージを軽減化するテクニックを加えたものである。
単に髪を切るだけでなく、髪の毛の量を減らしたり、髪の流れを方向付けたりする技法を取り入れている。

## 特徴
- 感覚的なテクニックだとされているドライカットを論理的に教授できるテクニックと理論が確立している。
- カットデザイン用とパーマデザイン用のカット方法がある。

※カットデザイン用はブローをしなくてもヘアスタイルが形になるカットであり、パーマデザイン用とはパーマをかけて生まれるカールをより効果的に表現できるカットである。
- ヘアデザインの再現性が高い。

- ヘアスタイルの流れにふんわりとした空気感のあるシルエットを表現できる。毛の流れを内側にしたり、外側にはねたりとコントロールできる。
- 骨格、顔立ち、毛質、毛量、ダメージなどを目で確認し、パーソナルな問題を解決するカット方法である。
- フレーミングした5箇所に対して必要なカットを施すため、比較的カットにかかる時間が短い。

※イメージしたヘアスタイルを具現化するために必要なカットには、大きく分けて以下の6つの目的を解決する技法がある。
1. 髪の流れを内側にする。
2. 髪の流れを外側にはねさせる。
3. 髪の毛の量を減らす。
4. 毛束を作る。
5. ふんわりとした空気感を出す。
6. 髪の毛の流れを強くする。

## 工程
まず頭部を5つのエリアに分け、下記の4つの工程を通してヘアスタイルの5つの要素であるアウトライン（ヘアスタイルの輪郭）、フォルム（ヘアスタイルの立体的な形）、サイズ（幅、高さ、奥行き）、テクスチャー（髪の質感）、フロー（髪の流れと方向）を操作しながらカットし、スタイルを完成させる。
基本的にはカットデザイン用とパーマデザイン用では工程が同じだが、パーマデザイン用にはパーマを活かすための調整が必要である（※印を参照）。
1. ベースカット　アウトラインを決めて、フォルムを設定する。
2. ラインストローク　フォルムを調整して、サイズを決める。※パーマ用のカットを施す場合は、パーマをかけたときにボリュームがアップすることを計算に入れて、フォルムのサイズは髪を削いで小さめに仕上げておく。
3. 毛量調整　必要な部分をシザーで削いで、サイズを調整する。
4. デザインカット　テクスチャーとフローを決め、毛の流れや動きなどを作る。※パーマをかけてできたウェーブをよりきれいに出すために、曲線が出るカットを施す。

## 関連書籍
- 『フレーミングカット』（2003年、女性モード社）　ISBN 4-902016-09-5
- 『RITZパーママニュアル』（2006年、女性モード社）ISBN 4-902016-38-9